# La belle amour
«La belle amour» —en español: «El bello amor»— es una canción compuesta por Harry Frekin e interpretada en francés por Paule Desjardins. Participó en el Festival de la Canción de Eurovisión en 1957, representando a Francia.

## Festival de la Canción de Eurovisión 1957
Esta canción fue elegida como representación francesa en el Festival de Eurovisión 1957 mediante una elección interna. La orquesta fue dirigida por Paul Durand.
La canción fue interpretada octava en la noche del 3 de marzo de 1957, precedida por Alemania con Margot Hielscher interpretando «Telefon, Telefon» y seguida por Dinamarca con Birthe Wilke y Gustav Winckler interpretando «Skibet skal sejle i nat». Finalmente, recibió ocho puntos, quedando en segundo puesto de 10.
Fue sucedida como representación francesa en el Festival de 1958 por André Claveau con «Dors, mon amour», la cual se declaró ganadora de esa edición.

## Letra
La canción es del estilo chanson, popular en los primeros años del Festival de Eurovisión. En ésta, la intérprete canta sobre pasar el tiempo sin preocupaciones con el amante de uno. Luego habla sobre varias actividades que se pueden hacer de esa manera.